# Adama Traoré (écrivain)
Pour les articles homonymes, voir Adama Traoré et Traoré.
Adama Traoré est un auteur, metteur en scène et comédien malien, né en 1962 à Sikasso.

## Biographie
Il est le directeur et créateur de l'association culturelle et compagnie théâtrale Acte SEPT de Bamako (S pour Sensibilisation, E pour Éducation, P pour Promotion, et T pour Théâtrale), créée en 1994, et du Festival du Théâtre des Réalités.
Diplômé de l'Institut national des arts de Bamako en 1986, il y enseigne les Arts dramatiques de 1989 à 1999. De 2001 à 2005, il a été expert de l'Afrique de l'Ouest auprès de la Commission internationale du théâtre francophone.
Adama Traoré est depuis 2002, chevalier des arts et lettres de la République française.

## Acteur
- 1983 : Rôle de Mhoi-ceul dans Mhoi-Ceul, de Bernard Dadié, mise en scène par Victoria Diawara
- 1984 : Rôle  Peachum » dans L'Opéra de quat'sous, de Bertolt Brecht, mise en scène par Victoria Diawara
- 1985 : Rôle de Simbalan dans La Geste de Ségou, de Gérard Dumestre et Amadou Hampâté Bâ, mise en scène par Philipe Dauchez
- 1986 : Rôle de « Kulamo » dans Le Cercle de la peur, de Oumar Kanouté, mise en scène de Abdoulaye Ascofaré
- 1987 : Rôle du commissaire dans Le Revenant, d'Aminata Sow Fall
- 1988 : Rôle du lion, dans Le Songe d'une nuit d'été, de William Shakespeare, mise en scène Louis Frézzier
- 1989 : Rôle d’un passager, dans Les Tribulations du bâché, mise en scène de Christian Massas alias Amédée Bricolo
- 1989/1990 : Rôle de Mallot  dans Je soussigné cardiaque, de Sony Labou Tansi
- 1989/1990 : Rôle de  Bérenger, dans Le roi se meurt, d'Eugène Ionesco, mise en scène d’Ousmane Sow

## Metteur en scène
- 1987 : Le Revenant d'Aminata Sow Fall
- 2008 : Le Pays où on fabrique l'argent, en collaboration avec Clément Chatel
- 2009 : Le Développement à cœur ouvert en 10 tableaux mise en scène, d'Anne-Sophie Gindroz
- 2009 : La Messe est dite d'Adama Traoré

## Œuvres
- 1989 : Pharamansi
- 1990 : Rave Party
- 1992 : La Visite du maire
- 1993 : Sidiga Koura
- 1994 : Les Fruits mûrs
- 2005 : Le Suicide
- 2010 : Le Petit Théâtre des farfadets, suivi de La messe est dite, éditions La Sahélienne / L'Harmattan  (ISBN 978-2-296-56209-7)

## Membre de jury
- 2001 : Président du jury du Festival du théâtre de la fraternité Assahoum, au Togo
- 2001 : Président du jury des arts de la rue des 4e Jeux de la Francophonie, à Ottawa au Canada
- 2003 : Membre du jury des Prix spéciaux UEMOA au 18e Festival panafricain du cinéma et de la télévision de Ouagadougou (FESPACO)
- 2004 : Membre du jury des 6e Jeux de la francophonie, au Liban
- 2004 : Membre de jury de la 5e édition du Festival professionnel du théâtre algérien.